# Dysderina rigida
Dysderina rigida là một loài nhện trong họ Oonopidae.
Loài này thuộc chi Dysderina. Dysderina rigida được Arthur M. Chickering miêu tả năm 1968.